# Stelios Nakas
Stelios Nakas (griechisch Στέλιος Νάκας, * 27. Januar 1994 in Volos) ist ein griechischer Fußballspieler.
Er spielte unter anderem schon für Skoda Xanthi, Aris Thessaloniki, AO Chania und Niki Volos. Dabei kam er in der griechischen Super League als auch in der zweiten Liga zu Einsätzen. Danach spielte Nakas in Italien beim ASD Roccella.
In der Winterpause 2016/17 wechselte er nach Deutschland zum Oberligisten SV Merseburg 99. Am Saisonende kehrte er in sein Heimatland zurück. Mittlerweile spielt er für AS Rhodos.